# Resultados do Carnaval de São Paulo em 1976
Esta página contém os resultados do Carnaval de São Paulo em 1976.

## Escolas de samba

### Grupo 1
Mapa de notas
| Escolas Participantes           | Descontos | Comissão | Alegorias | Fantasias | Harmonia | Bateria | MSPB | Samba Enredo | Melodia | Enredo | Evolução | Total |
| ------------------------------- | --------- | -------- | --------- | --------- | -------- | ------- | ---- | ------------ | ------- | ------ | -------- | ----- |
| Príncipe Negro da Vila Prudente | -         | 5        | 4         | 5         | 4        | 6       | 5    | 7            | 1       | 3      | 4        | 44,0  |
| Pérola Negra                    | -         | 6        | 7         | 7         | 7        | 7       | 6    | 7            | 2       | 5      | 8        | 62,0  |
| Nenê de Vila Matilde            | -5        | 8        | 7         | 7         | 7        | 8       | 8    | 7            | 3       | 6      | 7        | 63,0  |
| Império do Cambuci              | -         | 7        | 4         | 9         | 4        | 4       | 7    | 6            | 3       | 6      | 7        | 57,0  |
| Unidos do Peruche               | -         | 7        | 4         | 6         | 6        | 6       | 7    | 6            | 5       | 7      | 5        | 59,0  |
| Vai-Vai                         | -         | 9        | 8         | 9         | 9        | 10      | 9    | 9            | 5       | 8      | 10       | 86,0  |
| Mocidade Alegre                 | -         | 9        | 10        | 9         | 8        | 8       | 9    | 7            | 3       | 7      | 8        | 78,0  |
| Morro da Casa Verde             | -         | 8        | 5         | 7         | 5        | 6       | 8    | 8            | 4       | 6      | 6        | 63,0  |
| Rosas de Ouro                   | -         | 8        | 9         | 10        | 5        | 9       | 8    | 10           | 10      | 10     | 5        | 84,0  |
| Camisa Verde e Branco           | -         | 10       | 9         | 9         | 10       | 10      | 10   | 7            | 8       | 8      | 9        | 90,0  |

Classificação
A Nenê de Vila Matilde foi punida por não se apresentar no horário correto.
| Legenda: Promovida Rebaixada |

| Col. | Escola                | Enredo                               | Pontos |
| ---- | --------------------- | ------------------------------------ | ------ |
| 1    | Camisa Verde e Branco | Atlântida e Suas Chanchadas          | 90     |
| 2    | Vai-Vai               | Solano Trindade - O Menino do Recife | 85     |
| 3    | Rosas de Ouro         | Sete Cidades Encantadas              | 85     |
| 4    | Mocidade Alegre       | Tributo de uma Época                 | 78     |
| 5    | Pérola Negra          | Portinari, Pintor do Povo            | 65     |
| 6    | Nenê de Vila Matilde  | As Carrancas do Rio São Francisco    | 63     |
| 7    | Morro da Casa Verde   | A Feira de Santana                   | 62     |
| 8    | Unidos do Peruche     | Afoxé da Bahia                       | 60     |
| 9    | Império do Cambuci    | Mãe África                           | 58     |
| 10   | Príncipe Negro        | Tributo a Gonçalves Dias             | 45     |

### Grupo 2
Classificação
| Legenda: Promovida Rebaixada |

| Col. | Escola                      | Enredo                                  | Pontos |
| ---- | --------------------------- | --------------------------------------- | ------ |
| 1    | Barroca Zona Sul            | O Sonho de Palmares                     | 89     |
| 2    | Tom Maior                   | A Feira                                 | 86     |
| 3    | Paulistano da Glória        | Porto Feliz - Berço das Monções         | 85     |
| 4    | Acadêmicos do Tatuapé       | Mamãe Sereia - Nos Braços de Iemanjá    | 80     |
| 5    | Cabeções de Vila Prudente   | Histórias e Lendas do Rio Grande do Sul | 77     |
| 6    | Falcão do Morro Itaquerense | Lenda de Estrelas                       | 74     |
| 7    | Lavapés                     | Um Século de Estadão                    | 73     |
| 8    | Fio de Ouro                 | Bixiga, Seu Passado e Suas Glórias      | 71     |
| 9    | Unidos de Vila Maria        | Cobra Grande                            | 64     |

### Grupo 3
Classificação
| Legenda: Promovida |

| Col. | Escola                           | Enredo                          | Pontos |
| ---- | -------------------------------- | ------------------------------- | ------ |
| 1    | Primeira do Itaim                | O Menino de Palmares            | 87     |
| 2    | Acadêmicos do Ipiranga           | Festa do Folclore Gaúcho        | 83     |
| 3    | Império Lapeano                  | Descobrimento do Brasil         | 77     |
| 4    | Plenário de Santo Amaro          | Os Imortais do Samba            | 75     |
| 5    | Flor da Vila Dalila              | Sonho de Um Poeta, Castro Alves | 73     |
| 6    | Folha Azul dos Marujos           | Praça da República              | 72     |
| 7    | Imperador do Ipiranga            | A Grande Convenção de Itú       | 71     |
| 8    | Garotos da Chácara Santo Antônio |                                 | 71     |
| 9    | Corujas de Vila Esperança        | Santos Querido                  |        |
| 10   | Flor de Maio                     |                                 | 65     |
| 11   | Cachoeira Império do Samba       | História do Jangadeiro          | 56     |
| 12   | Colorado do Brás                 | Canudos: Seu Povo, Sua História | 53     |
| 13   | Passo de Ouro                    |                                 | 51     |